# Xã Salt Creek, Quận Tama, Iowa
Xã Salt Creek (tiếng Anh: Salt Creek Township) là một xã thuộc quận Tama, tiểu bang Iowa, Hoa Kỳ. Năm 2010, dân số của xã này là 533 người.